# 大邱西部警察署
大邱西部警察署（テグソブけいさつしょ）は、大邱地方警察庁所管の警察署である。

## 管轄区域
- 西区

## 沿革
- 1979年10月19日 - 開署。
- 1980年4月8日 - 庁舎完成。
- 1990年10月5日 - 達西警察署開署に伴い一部派出所を移管。

## 組織
- 警務課
- 生活安全課
- 刑事課
- 捜査課
- 情報保安課
- 警備交通課
- 女性青少年課

## 管轄地区隊
- 坪山地区隊
- 西都地区隊
- 梨峴地区隊
- 飛院地区隊

## 管轄派出所
- 内唐4洞派出所

## 管轄治安センター
- 北飛山治安センター
- 坪里治安センター
- 院坪治安センター
- 内唐1治安センター
- 内唐2治安センター
- 坪峴治安センター
- 飛山7治安センター